# Orbicom
Orbicom est un réseau universitaire mondial fondé en 1994 sous l'égide de l'UNESCO, associant des universitaires et des professionnels de la communication et des médias, ayant pour objet de stimuler l'échange d'informations et le développement de projets conjoints, afin d'examiner comment ce domaine en constante évolution peut contribuer à promouvoir la démocratie et un développement durable. Son siège social est basé à Montréal.
Ce réseau, qui se situe au carrefour de l’enseignement, de la recherche et des pratiques professionnelles, a été créé conjointement en mai 1994 par l'UNESCO et l'Université du Québec à Montréal (UQAM - Canada). Il comprend actuellement plus de 60 chaires de recherche UNESCO en communication et environ 280 membres venant de nombreux pays dans toutes les régions du monde, par exemple en Afrique du Sud, en Allemagne, en Australie, au Brésil, en Bulgarie, au Canada, en Chine, en Colombie, en Espagne, aux États-Unis, en France, en Hongrie, en Inde, en Lituanie, au Mexique, au Pérou, en Russie, en Uruguay.
La première mission que s'est fixé le réseau Orbicom est de « développer et promouvoir le partage de savoir et d'expertise en communication par l'éducation, la recherche et l'action concrète. » Il s'est également fixé pour but d'étudier plus spécialement les problèmes de communication liés au développement, y compris les politiques d'aide bilatérale et multilatérale, les politiques nationales et les lois sur la communication.
Reliant les spécialistes à travers le monde qui travaillent dans différents secteurs des communications, et soutenu par des institutions internationales, des médias, des gouvernements et des entreprises, il s'inscrit dans le cadre de la nouvelle stratégie de la communication de l'UNESCO, adoptée à l'unanimité lors de la Conférence générale de 1989.
L'association "Orbicom", regroupant les chaires UNESCO en communication, est présidée depuis 2018 par le professeur Jamal Eddine Naji, universitaire marocain.  Les membres se réunissent lors de conférences qui se tiennent à chaque année dans divers pays.